# George Murray (militair)

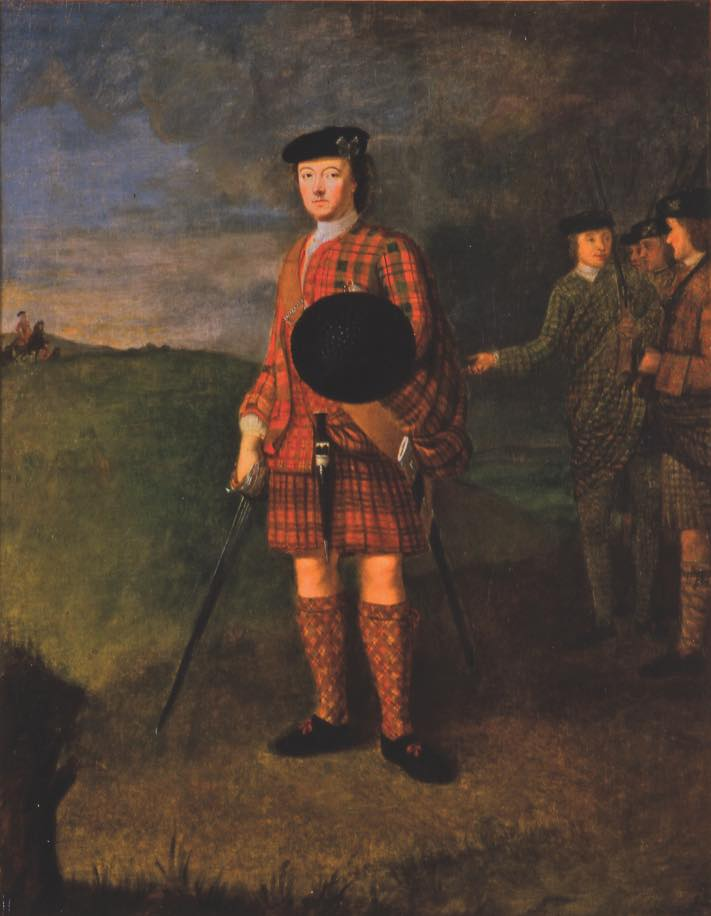
Lord George Murray (achttiende-eeuwse voorstelling).

Lord George Murray (Huntingtower, 4 oktober 1694 – Medemblik, 11 oktober 1760) was een Schotse jakobitische generaal. Hij was een van de legeraanvoerders onder leiding van Bonnie Prince Charlie in de jakobitische opstand van 1745. 

## Geboorte en huwelijk
George Murray werd geboren in Huntingtower Castle als zoon van John Murray, eerste hertog van Atholl en Lady Catherine Hamilton.
Op achttienjarige leeftijd nam hij in 1711 of 1712 in Vlaanderen dienst in het Britse leger.
Op 3 juni 1728 huwde hij Amelia, dochter van James Murray van Strowan en Glencarse. Ze kregen drie zonen en twee dochters, waaronder John Murray, derde hertog van Atholl.
In de periode 1740-1745 verkreeg hij de regeringsfunctie van Deputy-Sheriff van Perthshire.

## Jakobitische opstanden

### 1715
In 1715 nam hij deel aan de jakobitische opstand onder leiding van John Erskine, 23e graaf van Mar, samen met zijn broers John Murray, markies of Tullibardine, en Lord Charles Murray. Elk van hen gaf leiding aan een regiment van de mannen van Atholl. Na de mislukte opstand vluchtte George Murray naar South Uist op weg naar Frankrijk.

### 1719
Tijdens de jakobitische opstand van 1719 commandeerde hij een deel van het jakobitische leger in de Slag bij Glen Shiel. Hij werd hierbij gewond, maar wist te ontkomen naar Rotterdam, waar hij in mei 1720 aankwam. 
In 1725 kreeg hij een pardon van de regering voor zijn deelname aan de opstand en keerde hij terug naar Schotland.

### 1745

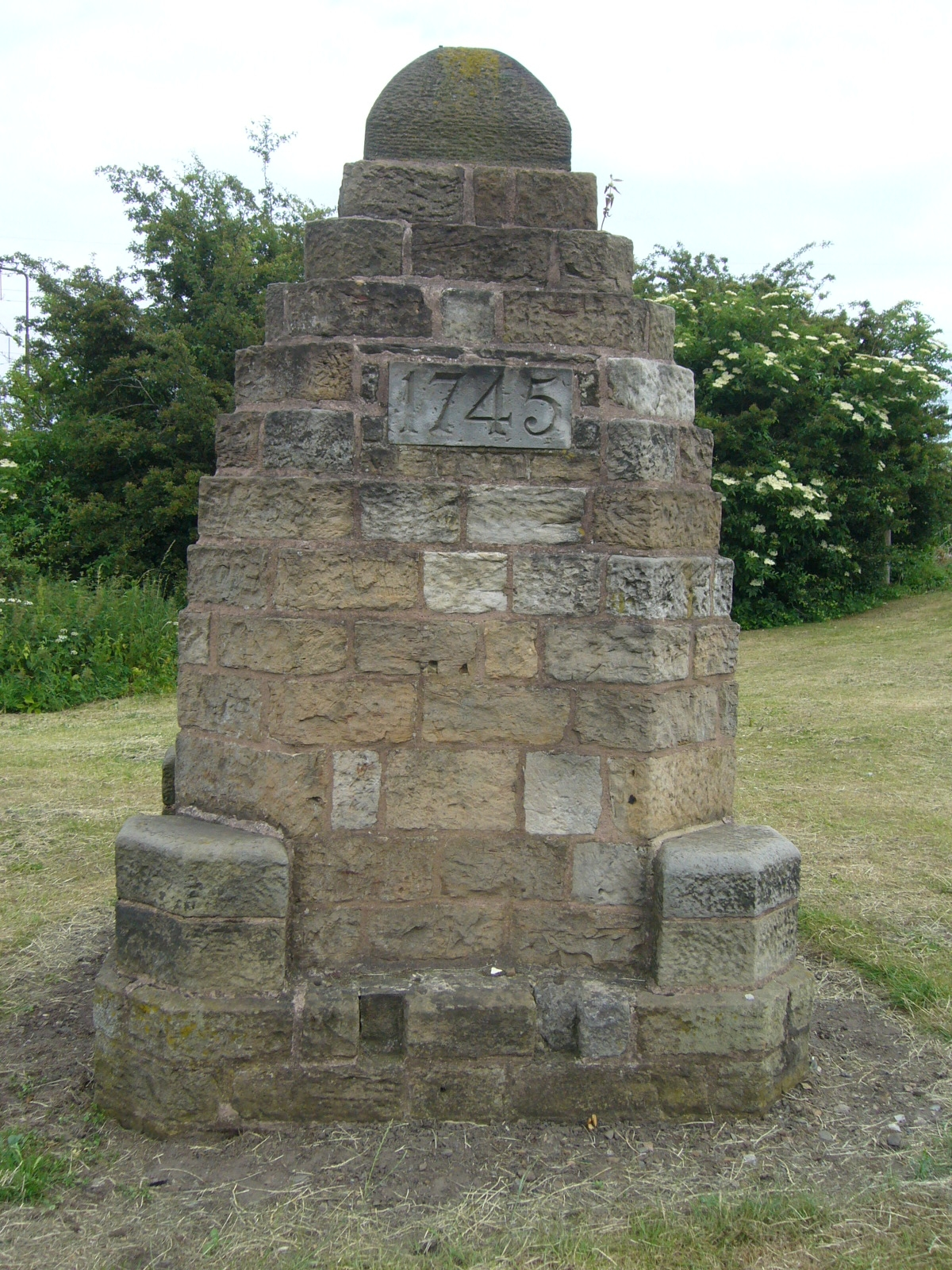
Monument ter gedachtenis aan de Slag bij Prestonpans die door de jakobieten werd gewonnen.

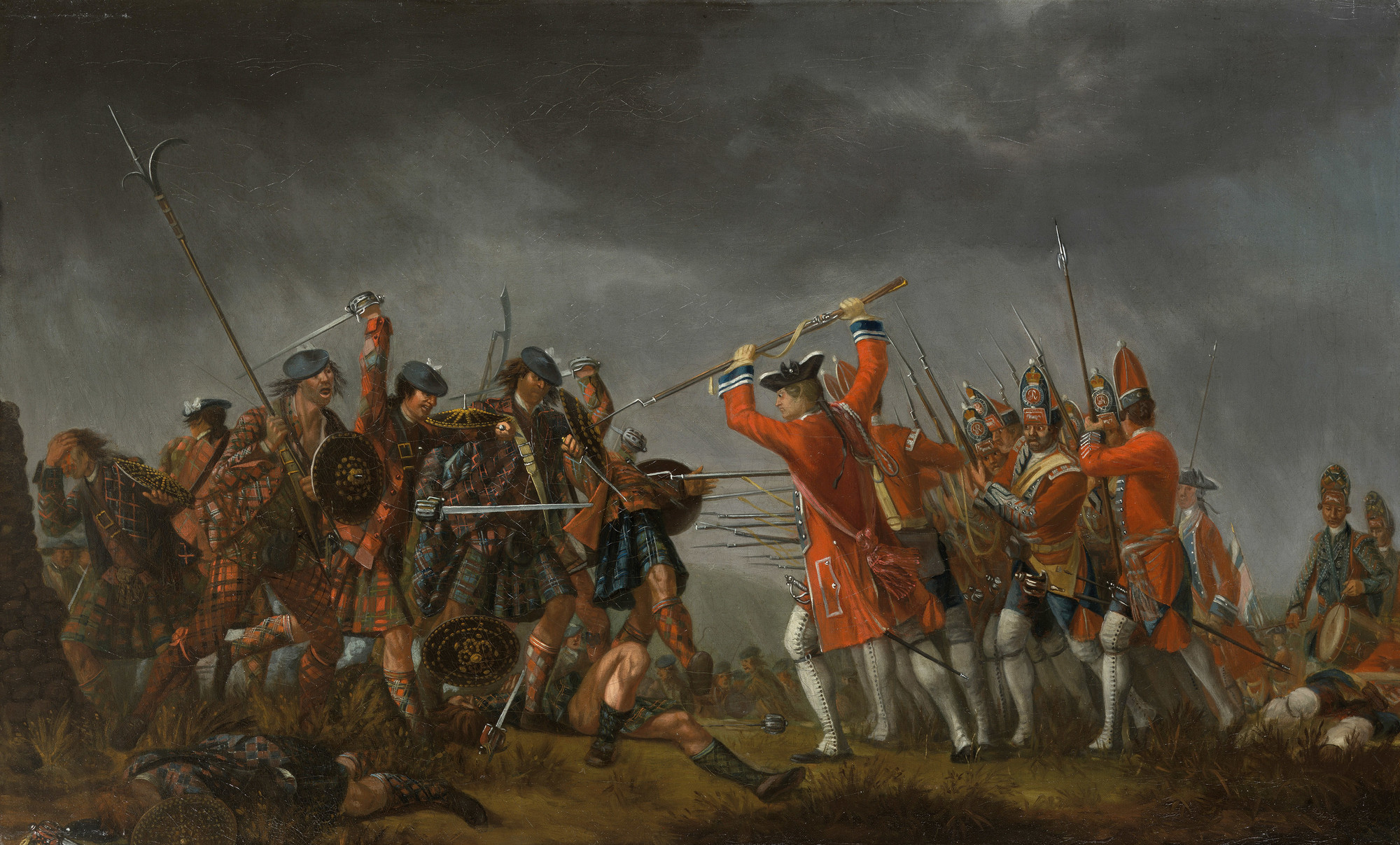
Voorstelling van de Slag bij Culloden die door de jakobieten werd verloren.

In de opstand onder leiding van Bonnie Prince Charlie die in 1744 begon, wilde George Murray in eerste instantie niet zijn medewerking verlenen. Pas toen Bonnie Prince Charlie in september 1744 met zijn leger Blair Castle in Perthshire naderde, gaf George Murray zijn steun aan Bonnie Prince Charlie en werd hij benoemd tot luitenant-generaal in het jacobitische leger. Het pardon van regeringszijde in 1725 was voor een aantal prominente jakobieten waaronder Bonnie Prince Charlie reden tot wantrouwen en George Murray kreeg de rang dan ook enkel op basis van zijn militaire ervaring. Bonnie Prince Charlie vond George Murray arrogant en op zijn beurt had George Murray geen vertrouwen in Charlies vaardigheden als militair tacticus.
Op 21 september 1745 vond de Slag bij Prestonpans plaats, waarin hij de linkervleugel aanvoerde met de mannen van Cameron en van Stewart van Appin. De Camerons raakten het eerste slaags met de vijand en joegen de dragonders op de vlucht. Deze slag was een overwinning voor de jakobieten op het regeringsleger. 
Bonnie Prince Charlie wilde doorstoten naar Engeland in de overtuiging dat dan de Engelse jakobieten zich zouden aansluiten bij zijn leger. George Murray was een andere mening toegedaan: hij wilde eerst zekerheid hebben dat er manschappen en munitie uit Frankrijk zouden komen en vermoedde dat de Engelse jakobieten ook deze zekerheid wilden hebben voordat zij zich zouden aansluiten. In oktober groeide het leger naar zo'n zesduizend man. George Murray dacht dat de regering zich nu wel zou hebben voorbereid en adviseerde een tactische terugtrekking naar de Highlands, waar de Schotten wegens hun bekendheid met het type terrein in het voordeel waren. Tevens zou dat de Fransen meer tijd geven hun troepen te mobiliseren. Het leger trok echter verder naar het zuiden. 
George Murray leidde de belegering van Carlisle waarbij de stad op 16 november werd ingenomen. Op 4 december bereikte het leger Derby. Bonnie Prince Charlie wilde verder optrekken naar Londen. De ondersteuning van de Engelse jakobieten was echter niet zoals verwacht; daarnaast hadden zo'n duizend Highlanders reeds hun steun aan de opstand ingetrokken en waren huiswaarts gekeerd. Verder waren er drie regeringslegers op weg naar het jakobitische leger. Op 6 december werd besloten terug te trekken naar Schotland. George Murray had het bevel over de achterhoede. 
In deze fase van de opstand nam de onenigheid tussen Bonnie Prince Charlie en George Murray over de te volgen koers verder toe, te meer toen George Murray er niet in slaagde Blair Castle in te nemen.
Voor aanvang van de Slag bij Culloden raadde George Murray aan om te kiezen voor een veldslag op hoger gelegen grond dan op de open vlakte bij Culloden. Dit advies werd echter niet gevolgd; de Slag bij Culloden werd een nederlaag voor de jakobieten. In deze slag had George Murray het bevel over de rechter frontlinie  met de mannen van Atholl, de Camerons, de Stewarts van Appin en de Frasers. 
Na de nederlaag wist George Murray de resten van het jakobitische leger bijeen te brengen in Ruthven Barracks. Bonnie Prince Charlie zond zijn mannen echter een brief dat iedere man zichzelf moest redden en ontsloeg George Murray van zijn functie.

## Banneling en overlijden

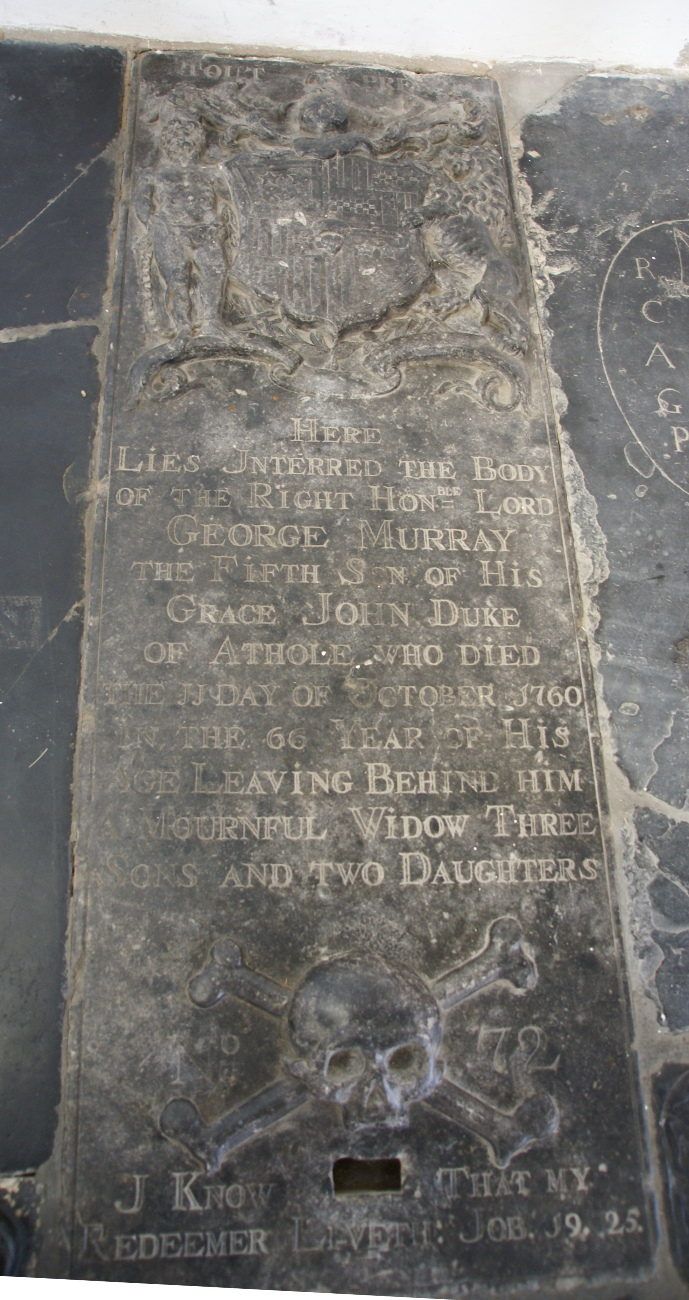
Grafsteen van Lord George Murray in de Bonifaciuskerk te Medemblik.

In december 1746 wist George Murray het Europese vasteland te bereiken. In Rome werd hij welwillend ontvangen door Jacobus Frans Eduard Stuart, de Old Pretender, maar niet door diens zoon Bonnie Prince Charlie in Parijs. In het autonome hertogdom Kleef kocht hij een kleine boerderij. Hij woonde in Utrecht, Rotterdam, Amsterdam en in Medemblik. In deze laatstgenoemde stad had Lord George Murray een zomerhuis aan Vooreiland. Hij overleed op 66-jarige leeftijd op 11 oktober 1760 in Medemblik en werd begraven in de Bonifatiuskerk aldaar. 
In 1866 werd de kerk verkort wegens bouwvalligheid en kwam het graf buiten de kerk te liggen. De grafsteen werd naar binnen verhuisd naar de zuidwestelijke hoek van de kerk. In 1880 kreeg het graf buiten de kerk op kosten van John Stewart-Murray, zevende hertog van Atholl een nieuwe grafsteen. In 2010 werd deze grafsteen gerestaureerd.

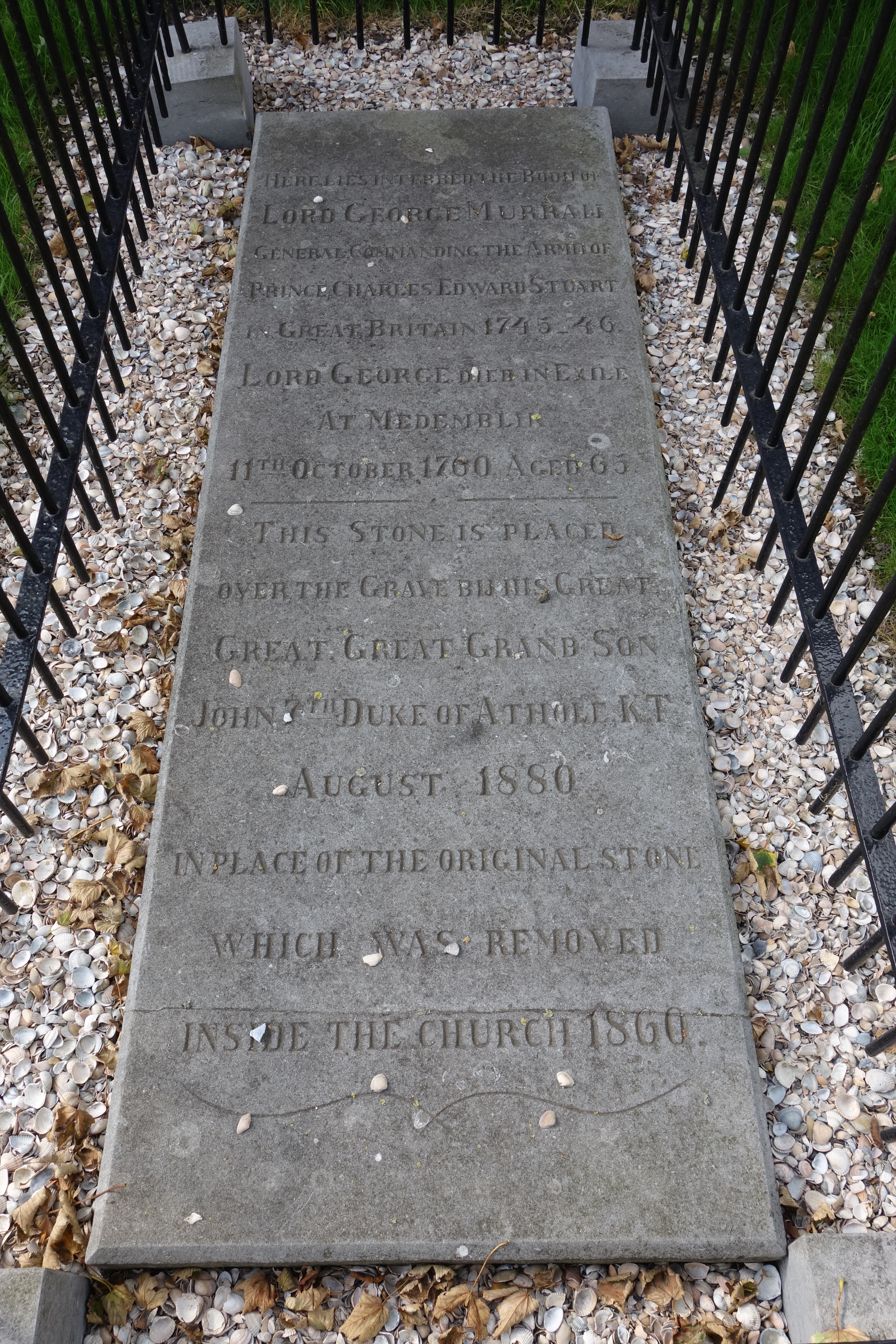
Graf van Lord George Murray buiten de Bonifaciuskerk met een grafsteen uit 1880.
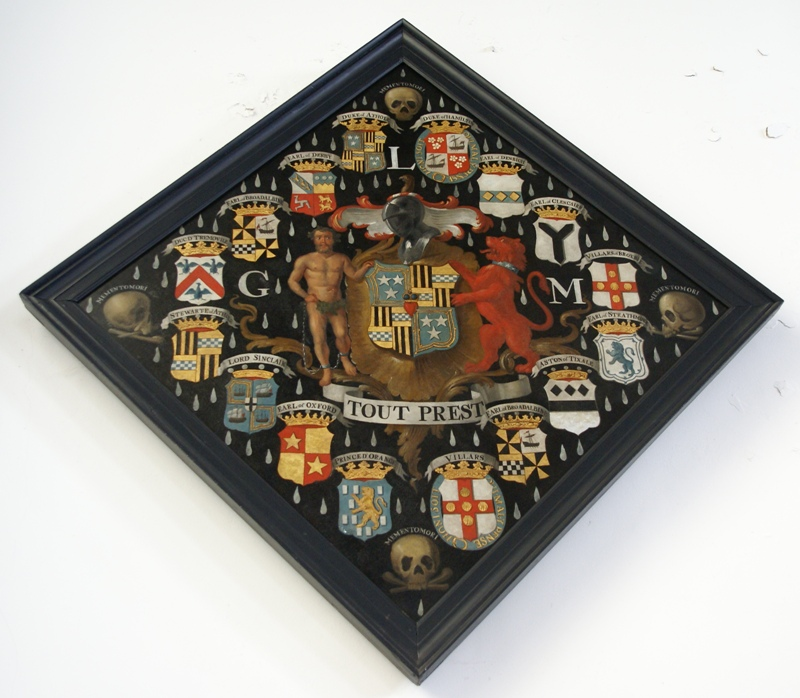
Wapenbord van Lord George Murray. Een van de kwartieren is getiteld Prince d'Orange. Zijn overgrootmoeder was Charlotte de la Tremoille, een afstammelinge van Willem van Oranje en Charlotte van Bourbon.